# Cathédrale de Tarquinia
La cathédrale de Tarquinia est une église catholique romaine de Tarquinia, en Italie. Il s'agit d'une cocathédrale du diocèse de Civitavecchia-Tarquinia.